# Irina Petrescu
Pour les articles homonymes, voir Petrescu.
Irina Petrescu (née le 19 juin 1941 à Bucarest – morte le 19 mars 2013  dans la même ville) est une actrice roumaine. Elle a joué dans 29 films entre 1959 et 2010.

## Biographie
En 1969, Irina Petrescu a été nommée « meilleure actrice » lors du 6e festival international du film de Moscou pour le film de Gheorghe Vitanidis Răutăciosul adolescent.

## Filmographie partielle
- 1959 : Valurile Dunării
- 1961 : Nu vreau să ma însor
- 1962 : Poveste sentimentală
- 1963 : Ştrainul
- 1964 : Paşi spre lună
- 1965 : De-aş fi... Harap Alb
- 1965 : Duminică la ora 6
- 1965 : Butaságom története
- 1967 : Diminețile unui băiat cuminte
- 1969 : Răutăciosul adolescent
- 1971 : Facerea lumii
- 1973 : Şapte zile
- 1975 : Dincolo de pod
- 1977 : Trei zile şi trei nopți
- 1980 : Acțiunea „Autobuzul“
- 1981 : Castelul din Carpați
- 1983 : Singur de cart
- 2010 : Le Voyage du directeur des ressources humaines (שליחותו של הממונה על משאבי אנוש)